# الدوري النمساوي 1994–95
الدوري النمساوي الممتاز 1994–95 (بالألمانية: Österreichische Fußballmeisterschaft 1994/95)‏ هو الموسم 84 من  بوندسليغا النمسا لكرة القدم. أشرف على تنظيمه اتحاد النمسا لكرة القدم، وكان عدد الأندية المشاركة فيه  10، وفاز فيه ريد بل زالتسبورغ.